# Forze armate dell'Ucraina
Le Forze armate dell'Ucraina (in ucraino Збройні сили України?, Zbrojni syly Ukraïny) sono composte dalle Forze terrestri ucraine, dalla Marina militare ucraina, dall'Aeronautica militare ucraina, dalle Forze speciali ucraine e dalle Forze d'assalto aereo ucraine.

## Storia
Quando l'Unione Sovietica crollò nel 1991, il nuovo stato indipendente dell'Ucraina ereditò, dopo quello russo, uno dei raggruppamenti di forze militari più potenti d'Europa, con i tre ex distretti militari sovietici dei Carpazi, di Kiev e di Odessa.
Il 3 settembre 1991 è entrato in funzione il Ministero della Difesa.  Il 22 ottobre 1991 le unità e le formazioni delle forze armate sovietiche sul suolo ucraino furono nazionalizzate. Il Consiglio supremo dell'Ucraina ha adottato il decreto presidenziale n. 4 "Sulle forze armate dell'Ucraina" il 12 dicembre 1991.
Le prime riforme militari dell'Ucraina sono iniziate nel dicembre 1996.
Nel 2014, a seguito della guerra del Donbass e dell'occupazione russa della Crimea, le forze armate ucraine hanno subito una profonda revisione.
È stata ricostituita la Guardia nazionale dell'Ucraina come principale componente di riserva delle Forze armate ucraine, ma subordinata al Ministero degli affari interni. 
Dal 3 giugno del 2016, è stato permesso anche alle donne di servire in unità di combattimento delle Forze armate Ucraine.
Nel 2022 sono inoltre nate ufficialmente le Forze di difesa territoriale, unità di riserva che dopo l'invasione russa dell'Ucraina arriveranno a reclutare in breve tempo oltre 100 000 volontari.
Tutte le forze militari e le forze di sicurezza sono sotto il comando del Presidente dell'Ucraina, e soggette alla supervisione di una commissione parlamentare della Verchovna Rada.
Unità militari di altri stati partecipano ad esercitazioni multinazionali insieme alle forze ucraine in Ucraina regolarmente. La maggior parte delle esercitazioni sono tenute sotto il programma di cooperazione della NATO Partenariato per la pace.

## Lo Stato maggiore
Lo stato maggiore delle Forze armate dell'Ucraina è l'organo centrale dell'amministrazione delle forze armate e sovrintende alla gestione operativa, sotto il controllo del Ministero della Difesa.
Il capo di stato maggiore è nominato direttamente dal Presidente dell'Ucraina. Dal 28 marzo 2020 è stato introdotto il ruolo di comandante in capo. Attualmente il capo di stato maggiore è il maggior generale Andrij Hnatov, mentre comandante in capo è il generale Oleksandr Syrs'kyj, che dall'8 febbraio 2024 ha sostituito il generale Valerij Zalužnyj, precedente detentore della carica.
Direttamente subordinata allo stato maggiore, oltre a unità di comando e controllo, è schierata la 101ª Brigata per la Protezione dello Stato Maggiore "Colonnello generale Hennadij Vorobjov".
Dal comandante in capo dipende inoltre il Comando interforze delle Forze Armate dell'Ucraina.

## Componenti principali

### Forze terrestri

Emblema delle Forze terrestri

Le Forze terrestri dell'Ucraina sono state costituite come parte delle forze armate dell'Ucraina sulla base del decreto del Presidente dell'Ucraina nel 1996. Sono divise in sei specialità: Forze corazzate, Forze meccanizzate, Fanteria da montagna, Forze missilistiche e di artiglieria, Forze missilistiche contraeree e Aviazione dell'esercito.

### Aeronautica militare

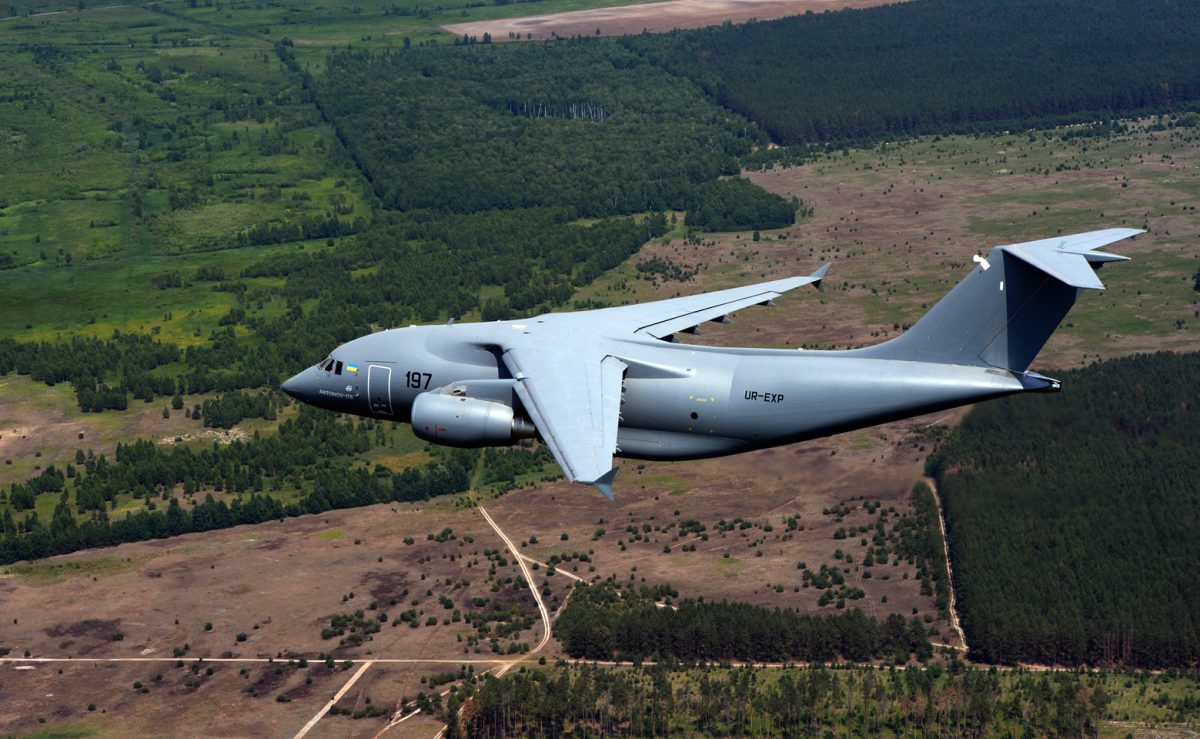
An-178 dell'azienda ANTONOV

L'Aeronautica militare dell'Ucraina è stata costituita nella sua forma attuale nel 2004, dalla fusione delle Forze di difesa aerea ucraine nell'Aeronautica militare.

### Marina militare

Bandiera della Marina

Costituita di fatto con il Trattato sullo status della flotta del Mar Nero, la Marina militare ucraina ha lo scopo di proteggere la sovranità e gli interessi statali dell'Ucraina in mare, sconfiggere i gruppi nemici nella loro area operativa in modo indipendente e in cooperazione con altri tipi delle forze armate ucraine, per aiutare le forze di terra ucraine nella zona costiera.
La zona operativa della Marina militare dell'Ucraina comprende le acque del Mar Nero e del Mar d'Azov, i fiumi Danubio, Dniester, Dnipro e altre aree del mare, facenti parte degli interessi dello stato.
Le forze navali della Marina ucraina possiedono una loro aviazione navale.
A seguito dell'intervento russo del 2014, la Marina militare ucraina ha perso la maggior parte delle sue navi da guerra e gran parte del personale. Inoltre, sono state perse le infrastrutture militari portuali come la Base navale di Sebastopoli e del resto del territorio della Repubblica autonoma di Crimea, temporaneamente occupata. La base principale della Marina è Odessa, dove si trova l'Accademia delle forze navali.

### Forze speciali
Le Forze speciali ucraine, componente autonoma all'interno delle Forze armate ucraine, sono unità di specialisti appositamente addestrati con capacità specifiche nei settori della raccolta informazioni, dell'azione diretta e del sostegno militare per eseguire operazioni speciali, pericolose e talvolta politicamente sensibili, condotte dal comando dell'MTR.
Organi di controllo militare e unità di intelligence militari, le forze speciali delle forze armate ucraine ai sensi della legge possono essere coinvolti in misure di raccolta di informazioni di intelligence ai fini della preparazione dello stato alla difesa, preparazione e realizzazione di operazioni speciali e/o azioni speciali, garantendo la prontezza delle forze armate ucraine per la difesa dello stato. Le forze speciali delle forze armate ucraine svolgono indagini speciali.

### Truppe d'assalto

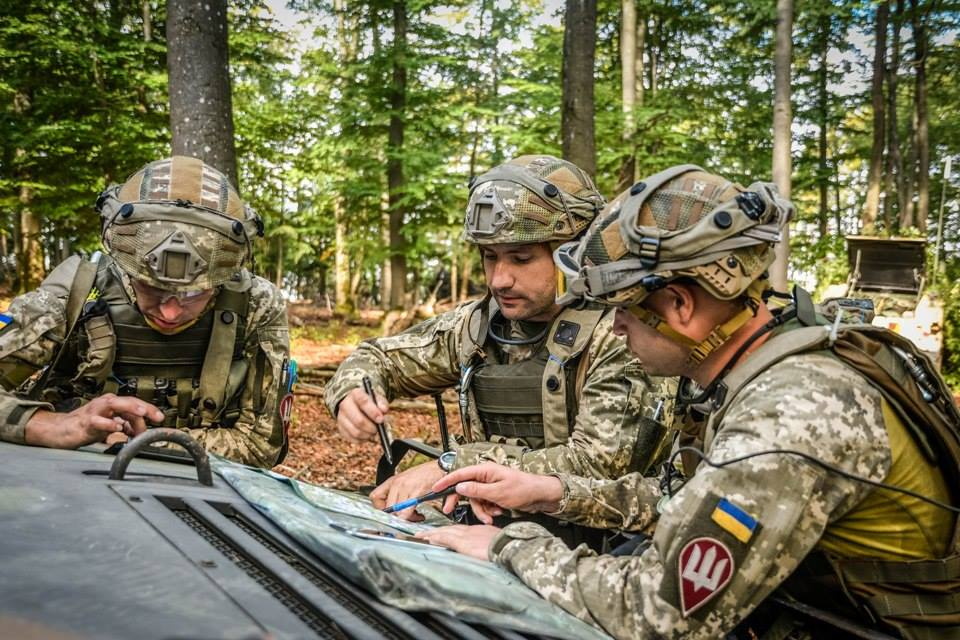
"Saber Junction-2018": paracadutisti ucraini

Le Forze d'assalto aereo (fino a luglio 2012 chiamate Forze aeromobili) sono una componente autonoma della Forze armate ucraine. Si tratta di paracadutisti destinati all'attacco verticale del nemico e alle azioni interne al paese. Comprende tutte le unità aviotrasportate delle Forze armate dell'Ucraina.
Sono progettati per eseguire missioni di combattimento che non possono essere eseguite da altre forze e mezzi di combattimento armato nella parte tattica e operativa del nemico. Le truppe si stanno preparando a pieno regime per il combattimento attivo contro il nemico - in particolare nello svolgimento di operazioni di difesa (controffensiva), speciali (antiterrorismo) e di mantenimento della pace.

### Fanteria di marina
Il Corpo della fanteria di marina è diventato nel 2023 un ramo indipendente delle Forze armate ucraine, distaccandosi dalla marina militare.

### Forze di difesa territoriale
Le Forze di difesa territoriale furono costituite nel 2015 in seguito alla riorganizzazione dei battaglioni di difesa territoriale, unità di volontari reclutate nel 2014 in seguito allo scoppio della guerra del Donbass, che vennero trasformati in battaglioni di fanteria motorizzata da integrare nelle Forze armate. Il processo di creazione delle Forze di difesa territoriale rimase fino al 2021 in una forma solo parzialmente organizzata. All'inizio del 2022 le diverse unità vennero formalmente unificate in un unico ente sono sotto il comando del Ministero della difesa.
Il corpo è composto da riservisti, in servizio a tempo parziale, solitamente veterani, che sono richiamati in servizio in caso di mobilitazione generale. Durante l'invasione russa dell'Ucraina del 2022 alle dipendenze di questa forza armata è stata reclutata la Legione internazionale di difesa territoriale dell'Ucraina, formata da volontari stranieri.

### Forze dei sistemi senza pilota
Le forze dei sistemi senza pilota sono la più recente forza armata dell'Ucraina, costituita come ramo indipendente nel 2024 per lo sviluppo e l'implementazione dei veicoli da combattimento autonomi terrestri, marittimi e aerei.

### Altri rami delle forze armate
All'interno delle forze armate dell'Ucraina sono presenti ulteriori quattro rami: le Forze logistiche, le Forze di supporto, le Forze mediche e le Forze di comunicazione e sicurezza informatica.

### Guardia di frontiera e Guardia costiera
In caso di guerra la Guardia di frontiera dell'Ucraina, che comprende anche la Guardia costiera dell'Ucraina, passa alle dipendenze delle Forze armate ucraine.

### Guardia nazionale

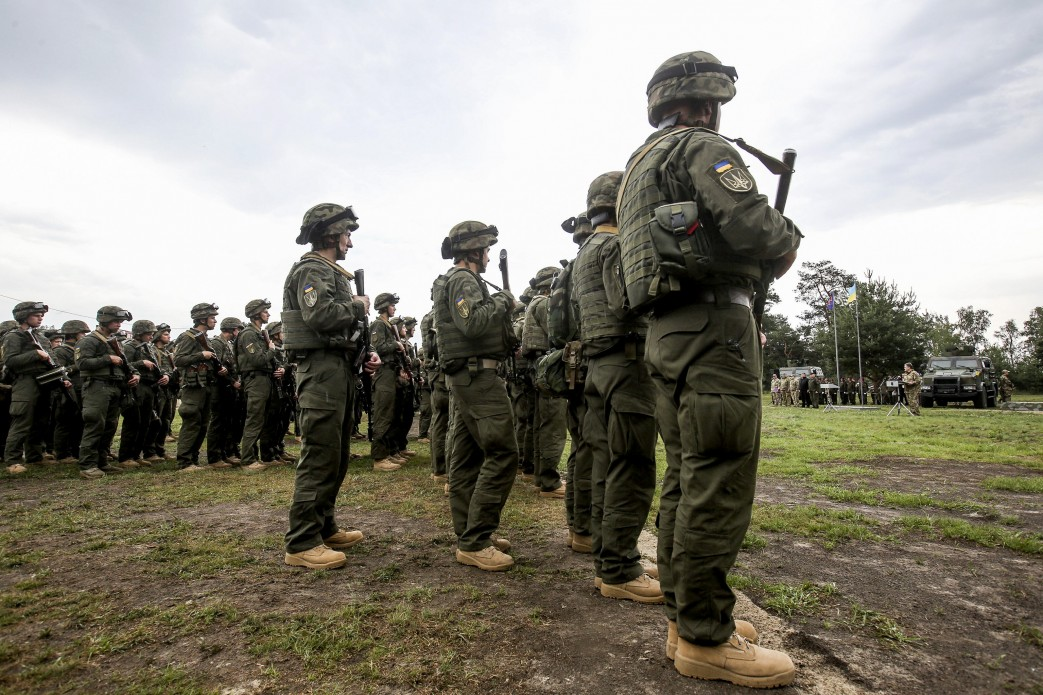
Militari della 4ª Brigata di rapido intervento della Guardia nazionale nel 2016

Nel 2014 è stata ricostituita la Guardia nazionale dell'Ucraina, corpo di gendarmeria sotto la giurisdizione del Ministero degli affari interni e componente di riserva delle Forze armate ucraine. In caso di conflitto è posta sotto la direzione del Ministero della difesa.

### Polizia militare
Costituito nel 2002, il Servizio militare di legge e ordine delle Forze armate dell'Ucraina si trova alle dipendenze del Ministero della difesa e svolge compiti di polizia militare.